# Rami Anis
Rami Anis (Arabisch: رامي أنيس) (Aleppo, 18 maart 1991) is een Syrisch zwemmer die momenteel in België verblijft. In 2016 nam hij onder de olympische vlag en als lid van het Olympisch vluchtelingenteam deel aan de Olympische Spelen in Rio de Janeiro.